# Chevron de front
Ne doit pas être confondu avec Chevron de captivité.
Pour les articles homonymes, voir Chevron.
Le Chevron de front est un insigne spécifique honorifique, créé pour distinguer les soldats belges de tous grades de la première guerre mondiale 1914-1918 qui ont exposé leur vie dans la zone de tranchée du front. Il est établi par Arrêté Royal (A.R.) du 24 juin 1916. Un chevron de front représente donc un temps de présence réelle au front. En France, les chevrons de front sont appelés brisques.

## Histoire
Le premier chevron est accordé en 1916 pour une présence de 18 mois, il passe à 12 mois en 1917, chaque chevron suivant équivaut à une période pleine de 6 mois. Ils ne sont accordés qu’aux militaires de bonne conduite et braves au feu.
L’octroi ou le retrait des chevrons se fait sur proposition du chef de corps et la décision du Commandant de la division.
Les soldats qui ont participé à toute la campagne de 1914-1918 reçoivent le huitième et dernier chevron de front. (Circulaire Ministérielle du 18 janvier 1919).

## Insigne
Les chevrons de front sont représentés par des barrettes (« sardines ») ayant la forme de la lettre majuscule grecque lambda (Λ) d’une longueur, une largeur, un degré d’inclinaison et un écart spécifiques qui évolueront dans le temps. Elles sont en or pour les officiers, en argent pour les sous-officiers et en laine rouge ou écarlate pour les caporaux et les soldats. Ils se portent sur la manche gauche de la vareuse ou de la capote.

## Indemnités
Seuls les sous-officiers, les caporaux et les soldats qui en sont détenteurs ont droit à une indemnité journalière de cinq centimes par chevron. Par Arrêté Royal du 15 janvier 1919, cette indemnité passe à vingt centimes pour les deux premiers et à dix centimes pour les chevrons suivants.
À partir de 1920 il y aura plusieurs lois et Arrêtés Royaux qui détermineront certaines allocations spécifiques, rentes et allocations de pension.
La dernière loi, celle du 13 février 1952 fixe un délai de forclusion pour l’introduction de demandes ou propositions relatives à l’octroi des chevrons de front et de rentes qui y sont attachées.

## Sources
- Borné, Distinctions honorifiques de la Belgique, 1830-1985, Bruxelles, 1987